# Termitotrox maynei
Termitotrox maynei är en skalbaggsart som beskrevs av August Reichensperger 1956. Termitotrox maynei ingår i släktet Termitotrox och familjen Termitotrogidae. Inga underarter finns listade i Catalogue of Life.